# Mastalus II d'Amalfi
Mastalus II d'Amalfi (italien : Mastalo II) (né vers 935/940 tué en 958) est le premier duc d'Amalfi de 957 jusqu'à sa mort.

## Biographie
Mastalus II est le fils du préfet Jean,et de son épouse Androsa. Son père avait été associé au pouvoir de son propre père Mastalus Ier de 931 à sa mort. Mastalus II est lui même nommé co-régent en 949 par son grand-père à qui il succède en 953/954 alors qu'il est encore mineur. En 957 il est élu dux, ce qui l'établit à un rang comparable au duc de Gaète et au  duc de Naples. 
L'année suivante il est assassiné par son parent Sergius de la lignée du comte Muscus, dont le grand-père et homonyme Sergius aurait, épousé selon l’hypothèse de Christian Settipani une sœur anonyme de Manson Fusilis.